# روحی پندنواز
روح‌انگیز پندنواز (انگلیسی: Roohi Pandnavaz; متولد ۲۳ دی ۱۳۲۵ خورشیدی در تهران) بازیکن والیبال و بازیکن تنیس روی میز ایرانی بود.

## زندگی ورزشی

تیم ملی والیبال، دقایقی پیش از دریافت نخستین مدال تاریخ والیبال بانوان ایران. دوشنبه ۲۸ آذر ماه ۱۳۴۵ در تالار سرپوشیده بانکوک. بانوان به ترتیب از راست: لیلی امامی، عذرا ملک، ژاله سید هادی‌زاده، پری فردی، مینا فتحی، روحی پندنواز، نسرین شکوفی، مهری خرازی و ماری تت (کاپیتان)

وی در ابتدا در ۱۷ سالگی و در سال ۱۳۴۲ عضو باشگاه تنیس روی میز بانوان باشگاه انجمن شد. به توصیه مربی خود (آقای مطلق) به باشگاه تهرانجوان معرفی و تحت تعالیم استاد حسین جبارزادگان قرار گیرد و تنها چند ماه بعد بانو پند نواز، در نخستین دیدار تاریخ تیم ملی والیبال بانوان ایران برابر ژاپن، یکی از نفرات برگزیده بود. وی از آن هنگام تا پایان دوران فعالیت ورزشی (حدود ۹ سال) همواره در زمره نفرات برگزیده تیم ملی بود. در ششمین دوره بازی‌های آسیایی در بانکوک به همراه تیم ملی والیبال زنان ایران حضور پیدا کرد و مفتخر به کسب مقام سوم و مدال برنز گشت. این اولین مدال آسیایی ورزش زنان ایران بود.

## کارنامه ورزشی
در سطح ملی
- مقام سوم در بازی‌های آسیایی بانکوک ۱۹۶۶ (کاپیتان تیم)
- رتبه چهارم در بازی‌های آسیایی بانکوک ۱۹۷۰

در سطح باشگاهی
- قهرمان باشگاه‌های تهران در سال‌های ۱۳۴۲، ۱۳۴۳ و ۱۳۴۴ (تهرانجوان)
- نایب قهرمان باشگاه‌های تهران در سال‌های ۱۳۴۶ (تهرانجوان و تاج)
- قهرمان ایران به همراه تیم تهران در سال ۱۳۴۵
- قهرمان مسابقات جام کوروش کبیر در سال[۴] ۱۳۵۰